# درگیری‌های ۲۰۲۵ جرمانا
در ۲۸ فوریه ۲۰۲۵، درگیری‌های خشونت‌آمیزی بین نیروهای امنیتی وابسته به دولت سرپرست سوریه و افراد مسلح محلی دروزی در جرمانا در حومه دمشق، با جمعیت قابل‌توجه دروزی و مسیحی، درگرفت. این آغازی بر درگیری‌های فرقه‌ای بعدی شبه‌نظامیان دروزی و دولت جدید سوریه شد که همچنان ادامه دارد.